# Toyota FJ Cruiser

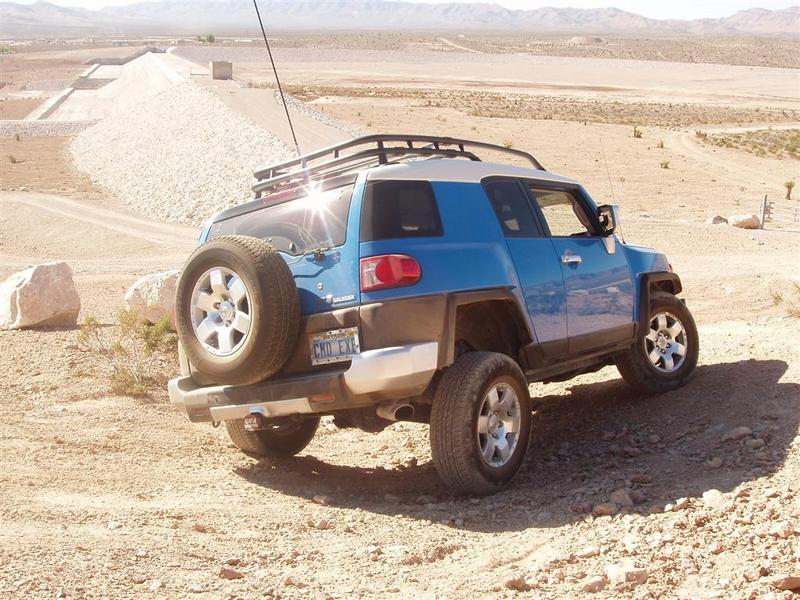
Heckansicht

Der Toyota FJ Cruiser ist ein Geländewagen, den Toyota als Konzeptfahrzeug auf der Chicago Auto Show 2003 vorstellte und als serienreifes Fahrzeug auf der folgenden North American International Auto Show. Seit Anfang 2006 wird er als Fahrzeug des Modelljahres 2007 hergestellt. Er war vor allem für den Export in die USA entwickelt worden und wurde zudem in geringerem Umfang nach Kanada, Mexiko, Australien, Neuseeland, Südafrika, in die Philippinen und den Nahen Osten exportiert. In Europa war er offiziell nicht erhältlich. Die Vermarktung des Fahrzeugs endete in Nordamerika 2014 und in Japan 2017. Ende 2022 endete auch die Produktion für Märkte im Nahen Osten.
Sein Design erinnert an den FJ40 aus den 1960er-Jahren – besonders die Frontansicht und die rückwärtige Panoramascheibe. Der FJ Cruiser basiert auf dem Land Cruiser Prado und war ursprünglich nicht für die Serienproduktion vorgesehen, aber auf Grund des großen Publikumsinteresses auf der North American International Auto Show ließ man die Serie Anfang 2006 anlaufen.
Alle im Jahr 2006 gebauten FJ Cruiser wurden bei Hino Motors in Hamura in Japan gebaut. Ab 2007 lief der FJ Cruiser auch in der Volksrepublik China vom Band.

## Marktplatzierung
Der Grundpreis in den USA lag zwischen US-$ 22.545 und US-$ 24.135. Seine Maße ähneln denen des Hyundai Santa Fe und liegen zwischen denen des RAV4 mit 4600 mm Länge und des Highlander mit 4688 mm Länge.
Mit der Einführung des FJ Cruiser kam der sechste Toyota-SUV in die USA – zwei kleine (RAV4 und FJ Cruiser), zwei mittlere (Highlander und 4Runner) und zwei große (Sequoia und Land Cruiser). Jeweils ein Fahrzeug pro Größenklasse ist eher für den Gebrauch auf der Straße gedacht, während der andere mehr für den Geländeeinsatz geeignet ist. Der FJ Cruiser ist bisher auch das einzige aktuelle Modell von Toyota, das anstatt des Toyota-Emblems den Namen „Toyota“ ausgeschrieben auf dem Kühlergrill trägt, eine Referenz an den alten FJ40. Der FJ Cruiser soll hauptsächlich junge Käufer ansprechen, die ein sportliches Fahrzeug für den Geländeeinsatz wollen.
In Mexiko begann der Verkauf des FJ Cruiser mit dem Modelljahrgang 2008.

## Technische Daten
| Modell                          | 4.0                                                           | 4.0                                                           |
| Bauzeitraum                     | 2006–2009                                                     | 2006–2022                                                     |
| Zylinderzahl                    | V6                                                            | V6                                                            |
| Hubraum (cm³)                   | 3956                                                          | 3956                                                          |
| Max. Leistung (kW/PS)           | 178/242 bei 5200                                              | 203/276 bei 5600                                              |
| Max. Drehmoment (Nm)            | 377 bei 3700                                                  | 380 bei 4400                                                  |
| Höchstgeschwindigkeit (km/h)    | 180                                                           | 180                                                           |
| Getriebe (Serienmäßig)          | 6 Gang-Schaltgetriebe (4WD) oder 5 Stufen-Automatik (2WD&4WD) | 6 Gang-Schaltgetriebe (4WD) oder 5 Stufen-Automatik (2WD&4WD) |
| Beschleunigung (0–100 km/h)     | 8,4 s                                                         | 7,6 s                                                         |
| Tankinhalt (in Litern)          | 72                                                            | 72                                                            |
| Verbrauch kombiniert (l/100 km) | 13,1 S (AT=13,4 S)                                            | 12,5 N (AT=12,8 N)                                            |

### Motor
Der FJ Cruiser hat einen 4,0 l-V6-Motor mit zwei obenliegenden Nockenwellen (DOHC) und variabler Ventilsteuerung (VVTi), Typ Toyota 1GR-FE, der 239 bhp (176 kW) bei 5.200 min−1 leistet und ein Drehmoment von 377 Nm bei 3.700 min−1 besitzt. Es handelt sich dabei um den gleichen Motor wie bei den Modellen Tacoma und 4Runner. Für 2010 ist der Einsatz einer doppelten variablen Ventilsteuerung (Dual-VVTi) geplant, die dem Motor 19 bhp (14 kW) Mehrleistung und geringeren Benzinverbrauch verleihen soll.

### Getriebe
- Fünfstufiges Automatikgetriebe, Typ Toyota A750E, bei Heckantriebsmodellen
- Fünfstufiges Automatikgetriebe, Typ Toyota A750F mit Mittendifferenzial VF2A, bei Modellen mit zuschaltbarem Allradantrieb
- Manuelles 6-Gang-Getriebe, Typ Toyota RA61F mit Mittendifferenzial VF4B, bei Modellen mit permanentem Allradantrieb

### Allradantrieb
Die Modelle mit manuellem Getriebe haben einen permanenten Allradantrieb. Die Modelle mit Automatikgetriebe besitzen den einfacheren, zuschaltbaren Allradantrieb, der nur bei rutschigem Untergrund zugeschaltet werden sollte, damit er nicht durch Verspannung beschädigt wird.

### Fahrwerk
Die Vorderräder sind an hoch eingebauten, doppelten Querlenkern aufgehängt und werden zusätzlich durch einen Stabilisator verbunden. Die Hinterachse hat vier Lenker und Schraubenfedern, sowie ebenfalls einen Stabilisator. Der Land Cruiser Prado der Serie 120 besitzt die gleiche Radaufhängung.

### Bremsen
Der FJ Cruiser hat rundum innenbelüftete Scheibenbremsen – vorne mit 4 Kolben, hinten mit 2 Kolben –, die über einen Bremskraftverstärker angesteuert werden. Er ist mit ABS, elektronischer Bremskraftverteilung (EBD), Bremsassistent (BAS), Stabilitätskontrolle (VSC) und Traktionskontrolle (TRAC) ausgestattet.

### Karosserie
Die Karosserie des FJ Cruiser hat Hecktüren, die ihm einen eigenen Stil verleihen. Sein kurzer Radstand, sein separater Rahmen und sein Kühlergrill-Scheinwerfer-Arrangement erinnern an den alten FJ40. Die Windschutzscheibe steht fast senkrecht und hat drei Scheibenwischer, die für ein möglichst großes Sichtfeld sorgen. Die Konstruktion mit separatem Rahmen beruht auf dem Fahrgestell des Hilux. Auf Grund von an den vorderen Innenkotflügeln auftretenden Rissen und Verformungen bei den 2007er- und frühen 2008er-Modellen wurde der Motorraum abgeändert.

## Ausstattung
Das Modell 2007 gab es in fünf Außenfarben, Sun Fusion (gelb), Black Cherry (dunkelrot), Titanium Metallic (silber), Black Diamond (schwarz) und Voodoo Blue (blau). Folgende Ausstattungen wurden angeboten:
- Convenience Package – drei Scheibenwischer, elektrische Fernbedienung der Türschlösser (Keyless Entry), elektrisch verstellbare Außenspiegel mit Positionsleuchten, getönte Heckscheibe, Heckscheibenwischer, Einparkhilfe und Tagfahrleuchten.
- Upgrade Package 1 – 17”-Alufelgen mit Reifen P 265/70 R 17, vollwertiges Reserverad an der Hecktüre montiert, Active Traction Control (nur mit Allradantrieb), elektronisches Sperrdifferenzial, Steckdose 115 V / 400 W, AM/FM-Radio mit 6-fach-CD-Wechsler (letzterer im Armaturenbrett), MP3-Spieler und 8 Lautsprechern, Türapplikationen in Wagenfarbe, Multifunktionsbildschirm (mit Neigungsanzeige, Kompass und Temperaturanzeige), Lederlenkrad mit Tasten für das Audiosystem und Schalthebelknöpfe aus gebürstetem Aluminium (nur mit Allradantrieb)
- Upgrade Package 2 – wie Upgrade Package 1, aber mit abschaltbaren Subwoofern für die Audioanlage
- Auf Wunsch gab es auch Seitenairbags für Fahrer und Beifahrer, sowie Vorhang-Seitenairbags für die Rücksitzpassagiere

Darüber hinaus gibt es noch viele Sonderausstattungsdetails für den FJ Cruiser, z. B. Trittbretter, Unterbodenschutzbügel, Dachreling, Motorschutzplatte, tragbares Navigationsgerät von Garmin, Abdeckung für das Reserverad, Armlehnen für den Beifahrer, Applikationen für das Armaturenbrett, Abschlepphaken, Gepäckmatten und Gepäcknetz.

## Sicherheit
Beim 2007er-Modell gab es auf Wunsch Seitenairbags, die beim 2008er-Modell serienmäßig geliefert wurden. Ebenfalls serienmäßig wird eine Stabilitätskontrolle (VSC) eingebaut.
Das Insurance Institute of Highway Safety (IIHS) hat dem FJ Cruiser den Titel “Top Safety Pick” (sicherste Wahl) verliehen. Der Wagen bekam ein “gut” sowohl beim Front- als auch beim Seitenaufprall, also in allen 14 Kategorien.
| Frontalaufprall Fahrer:   | 5 Sterne |
| Frontalaufprall Beifahrer | 4 Sterne |
| Seitenaufprall Fahrer     | 5 Sterne |
| Seitenaufprall Beifahrer: | 5 Sterne |
| Überschlag                | 3 Sterne |

## TRD Special Edition
Toyota Racing Development (TRD) stellt ein Sondermodell TRD Special Edition her, in das solche Dinge, wie ein TRD-Leistungsauspuffendstück, ein TRD-Luftfilter, verbesserte Fahrwerkskomponenten (TRD-Bilstein-Stoßdämpfer für den Geländeeinsatz, rot lackiert), Unterbodenschutzbügel und TRD-Embleme, eingebaut sind. Die TRD Special Edition ist nur ganz in schwarz erhältlich; auch das Dach ist schwarz (anstatt des traditionell weißen Daches) und die 16″-Stahlfelgen sind grau lackiert (anstatt der traditionellen, polierten 17″-Alufelgen), einschließlich Reserverad.
Die TRD Special Edition ist auch mechanisch verändert worden, um das Sperrdifferenzial mit der aktiven Traktionskontrolle abzustimmen, sodass das hintere Differenzial nicht mehr die Aktionen der Traktionskontrolle stört. Dies befähigt den FJ Cruiser, in schwierigem Gelände zu operieren.
2007 wurden nur 3200 Stück von der TRD Special Edition hergestellt, 2008 waren es 3500 Exemplare von der „Trial Team Special Edition“. Grundpreis für den FJ Cruiser TRD Special Edition waren US$ 23.735,-- (mit Schaltgetriebe) oder US-$ 24.145,-- (mit Automatikgetriebe), wobei das TRD-Special-Edition-Paket beim Fahrzeug mit Schaltgetriebe US-$ 7265,-- kostete und beim Fahrzeug mit Automatikgetriebe US-$ 7250,--. Somit lag der Endpreis bei US-$ 31.000,-- bzw. US-$ 31.395,--.
Außerdem liefert TRD auf Wunsch einen Nachrüstkompressor für den Motor.

## Veränderungen zum Modelljahr 2008
2008 wurde der FJ Cruiser nur wenig verändert. Es gab drei neue Farben: Brick (dunkelrot), Sandstorm (beige) und Iceberg (weiß). Auch der in „Iceberg“ lackierte Wagen besitzt ein weißes Dach. Die Farbe Black Cherry Pearl (dunkelrot) war nicht mehr lieferbar.
Alle Modelle wurden mit in den Vordersitzlehnen montierten Seitenairbags ausgestattet, ebenso wie mit Vorhangairbags vorne und hinten, die auf Überschlag des Fahrzeuges reagieren. Wegfahrsperre, einem Wischer / Wascher für die Heckscheibe, Sonnenblenden seitlich für die Vordersitze, einem Reifendrucküberwachungssystem (TPMS) und einer in den Schlüssel integrierten Fernbedienung.
Das “B-Paket” wurde in “Offroad-Paket” umbenannt und enthält nun Reifen der Größe P 265/75 R 16 BFG auf Alufelgen und Bilstein-Stoßdämpfer. Auch der Bildschirm mit Temperatur- / Kompass- / Neigungsanzeigefunktion, der vorher im „C-Paket“ enthalten war, ist dort jetzt eingeschlossen. Bei den US-Modellen gibt es die Dachreling nicht mehr serienmäßig, sondern ist nur noch als Händler-Extra verfügbar. In Kanada ist die Dachreling weiterhin im Serienumfang enthalten. Die anderen Ausstattungen des „B-Paketes“ von 2007 blieben unverändert.
Das in Kanada erhältliche “C-Paket” umfasst nun einen Subwoofer zum “Fjammer Audio System”, den es 2007 in Kanada nicht gab.

## Farben
| 2008 | Black Diamond (schwarz) | Sun Fusion (gelb) | Titanium Metallic (silber) | Brick (dunkelrot)        | Voodoo Blue (blau) | Sandstorm (beige) |
| 2007 | Black Diamond (schwarz) | Sun Fusion (gelb) | Titanium Metallic (silber) | Black Cherry (dunkelrot) | Voodoo Blue (blau) |                   |

## Verkaufszahlen
| Kalenderjahr | Land   | Dez  | Nov  | Okt  | Sep  | Aug  | Jul  | Jun  | Mai  | Apr  | Mär  | Feb  | Jan  | Gesamt |
| ------------ | ------ | ---- | ---- | ---- | ---- | ---- | ---- | ---- | ---- | ---- | ---- | ---- | ---- | ------ |
| 2006         | Kanada |      | 528  |      |      |      |      | 388  |      |      |      | -    | -    |        |
| 2006         | USA    | 5849 | 5459 | 5334 | 5546 | 6259 | 6309 | 6366 | 6670 | 5649 | 2784 | -    | -    | 56.225 |
| 2007         | Kanada |      |      |      |      |      |      |      | 492  |      | 515  |      |      |        |
| 2007         | USA    | 4079 | 3699 | 4164 | 4544 | 4802 | 4128 | 4483 | 4639 | 4587 | 6057 | 5040 | 4948 | 55170  |
| 2008         | USA    | 3168 | 2147 | 1657 | 1571 | 1886 | 1577 | 1701 | 2404 | 2682 | 3284 | 3520 | 3071 | 28688  |
| 2009         | USA    |      |      |      |      |      | 386  | 339  | 673  | 841  | 1083 | 1616 | 2596 |        |